# Teri Hatcherová
Teri Lynn Hatcherová (* 8. prosince 1964, Palo Alto, Kalifornie, USA) je americká herečka, která ztvárnila roli Bond girl Paris Carverové v 18. bondovce Zítřek nikdy neumírá z roku 1997.

## Osobní život
Její otec Owen je inženýr a matka Esther počítačová expertka. Chodila na základní školu Sunnyvale Middle School a na střední školu Fremont High School. Začínala jako baletka v San Juan Girls' Ballet Studio. Později studovala na American Conservatory Theater, kde dělala také šéfku roztleskávaček.
Mezi lety 1985 a 1988 měla románek s Richardem Deanem Andersonem, hvězdou seriálu Stargate SG-1. V roce 1988 se vdala za Marcuse Leitholda a tentýž rok se s ním také rozvedla. O šest let později se opět vdala za Jona Tenntyho, roku 1997 se jim narodila dcera Emerson Rose, s Jonem se rozvedla na začátku roku 2003. Ztvárnila menší role v seriálech Star Trek: Nová generace a MacGyver, ve filmu nedosáhla takových úspěchů jako v seriálech. Většinou hrála v průměrných filmech jako například Milenky v akci nebo Ve spádu událostí. Jejími největšími úspěchy byly seriály Superman a Zoufalé manželky.

## Spálený toast
V květnu roku 2006 Teri vydala knihu s názvem Burnt Toast: And Other Philosophies of Life (Spálený toast: A jiné filozofické úvahy o životě – v češtině vyšel o dva roky později), ve které popisuje svůj život a metody, jak se vypořádala s životními zklamáními i úspěchy. Hlavní myšlenkou knihy je znovunalezení vlastního já.

## Filmografie

### Film
| Role | Název                                    | Role                             | Poznámky        |
| ---- | ---------------------------------------- | -------------------------------- | --------------- |
| 1989 | Velkofilm                                | Gretchen                         |                 |
| 1989 | Tango a Cash                             | Katherine 'Kiki' Tango           |                 |
| 1991 | Bublifuk                                 | Ariel Maloney                    |                 |
| 1992 | Haló, tady Shirlee                       | Janice                           |                 |
| 1993 | Drtič mozků                              | Samantha Crain                   | Direct-to-video |
| 1994 | Studený pohled                           | Dani Payson                      |                 |
| 1994 | Závazky pouze náhodné                    | Linda Alissio                    |                 |
| 1996 | Dead Girl                                |                                  |                 |
| 1996 | Nebeští vězni                            | Claudette Rocque                 |                 |
| 1996 | Drsný a drsnější                         | Becky Foxx                       |                 |
| 1997 | Zítřek nikdy neumírá                     | Paris Carver                     |                 |
| 1999 | Horečka                                  | Charlotte Parker                 |                 |
| 2001 | Spy Kids: Špioni v akci                  | paní Gradenko                    |                 |
| 2002 | A Touch of Fate                          | Megan Marguilas                  |                 |
| 2007 | Reportér v ringu                         | Andrea Flak                      |                 |
| 2009 | Koralína a svět za tajnými dveřmi        | Coraliny matka/Jiná matka (hlas) |                 |
| 2013 | Letadla                                  | Dottie (hlas)                    |                 |
| 2014 | Letadla 2: Hasiči a záchranáři           | Dottie (hlas)                    |                 |
| 2016 | Sundown                                  | Janice Hoagland                  |                 |
| 2019 | Madness in the Method                    | Geena                            |                 |
| 2021 | A Kiss Before Christmas                  | Joyce Holt                       |                 |
| 2022 | Mid-Love Crisis                          | Mindy Quinn                      |                 |
| 2023 | How to Fall in Love by Christmas         | Nora Winters                     |                 |
| 2023 | Christmas at the Chalet                  | Lex Riley                        |                 |
| 2024 | The Killer Inside: The Ruth Finley Story | Ruth Finley                      |                 |

### Televize
| Role    | Název                                               | Role                      | Poznámky                        |
| ------- | --------------------------------------------------- | ------------------------- | ------------------------------- |
| 1985–86 | The Love Boat                                       | Amy, Love Boat Mermaid    | 19 dílů                         |
| 1986–91 | MacGyver                                            | Penny Parker              | 7 dílů                          |
| 1986–87 | Capitol                                             | Angelica Stimac Clegg     | 5 dílů                          |
| 1987    | Karen's Song                                        | Laura Matthews            | 13 dílů                         |
| 1987    | Night Court                                         | Kitty                     | díl: Who Was That Mashed Man?   |
| 1988    | CBS Summer Playhouse                                | Lauri Stevens             | díl: Baby on Board              |
| 1988    | Star Trek: Nová generace                            | Lt. Bronwyn Gail Robinson | díl: Nezkrotný Okona            |
| 1989    | L.A. Law                                            | Tracy Shoe                | díl: I'm in the Nude for Love   |
| 1989    | Quantum Leap                                        | Donna Eleese              | díl: Star-Crossed               |
| 1990    | Murphy Brown                                        | Madeline Stillwell        | díl: Fax or Fiction             |
| 1990    | Příběhy ze záhrobí                                  | Stacy                     | díl: The Thing from the Grave   |
| 1991    | The Brotherhood                                     | Teresa Gennaro            | TV film                         |
| 1991    | Sunday Dinner                                       | TT Fagori                 | 6 dílů                          |
| 1991    | Mrtvá ve vodě                                       | Laura Stewart             | TV film                         |
| 1991    | The Exile                                           | Marissa                   | díl: Eclipse                    |
| 1993–97 | Superman                                            | Lois Lane                 | hlavní role, 87 dílů            |
| 1993    | Show Jerryho Seinfelda                              | Sidra Holland             | 3 díly                          |
| 1998    | Sladká pomsta                                       | Maria Goldstein           | TV film                         |
| 1998    | Frasier                                             | Marie                     | díl: First Do No Harm           |
| 2000    | Milenky v akci                                      | Shawna Morgan             | TV film                         |
| 2001    | Say Uncle                                           |                           | TV film                         |
| 2001    | Jane Doe                                            | Jane Doe                  | TV film                         |
| 2003    | Ve spádu událostí                                   | Jordan Ripps              | TV film                         |
| 2004–12 | Zoufalé manželky                                    | Susan Mayer               | hlavní role, 180 dílů           |
| 2004    | Dva a půl chlapa                                    | Liz                       | díl: Šatnu si pamatuju, tebe ne |
| 2010    | Smallville                                          | Ella Lane                 | díl: Opuštění                   |
| 2012    | Jane by Design                                      | Kate Quimby               | 4 díly                          |
| 2013–14 | Jake a piráti ze Země Nezemě                        | Beatrice LeBeak (hlas)    | 7 dílů                          |
| 2016–17 | Správná dvojka                                      | Charlotte                 | vedlejší role, 11 dlů           |
| 2017    | Supergirl                                           | Rhea (Královna Daxamu)    | vedlejší role, 8 dílů           |
| 2018    | The Great Celebrity Bake Off for Stand Up to Cancer | Samu sebe                 |                                 |